# Ascensor Esmeralda

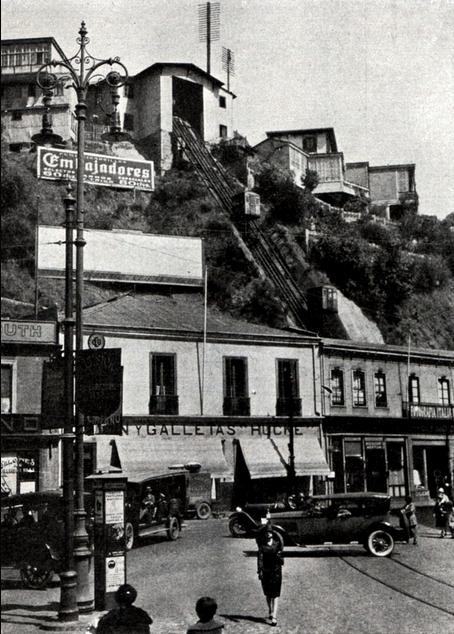
El ascensor detrás de la plaza Aníbal Pinto, entre 1925 y 1935.

El ascensor Esmeralda fue uno de los ascensores de la ciudad chilena de Valparaíso, y el segundo en conectar el plan de la ciudad con el Cerro Concepción, después del ascensor Concepción. Construido en 1905 cerca de la plaza Aníbal Pinto, este ascensor conectaba la calle Esmeralda con el paseo Atkinson, junto a casas que ya no existen. Fue destruido por un incendio en 1948, no volviendo a restaurarse.